# John Bruno
John Bruno (* 20. Jahrhundert) ist ein US-amerikanischer Filmtechniker und Spezialist für visuelle Effekte im Film.

## Karriere
1990 gewann er zusammen mit Hoyt Yeatman, Dennis Muren und Dennis Skotak in der Kategorie „Beste visuelle Effekte“ einen Oscar für den Unterwasser-Thriller Abyss – Abgrund des Todes, bei dem James Cameron Regie führte. Der Film war in drei weiteren Kategorien nominiert und erhielt des Weiteren eine Nominierung für den Saturn Award in der Kategorie „Beste Spezialeffekte“.
Bruno trat im Filmbereich erstmals 1971 in Erscheinung. In dem Animationsfilm Shinbone Alley fungierte er als Assistenz-Animator. 1977 steuerte er eine Episode zu Scooby-Doo, einer erfolgreichen US-amerikanischen Zeichentrickserie bei: Scooby's All Star Laff-A-Lympics. Von 1979 bis 1980 war er für weitere 16 Episoden der Serie als Story Director verantwortlich. Seine erste Filmarbeit auf seinem Spezialgebiet Spezialeffekte/Visuelle Effekte lieferte Bruno 1981 für den kanadischen Science-Fiction-Zeichentrickfilm Heavy Metal ab, der für einen Saturn Award als „Bester Science-Fiction-Film“ nominiert wurde. 1985 war Bruno neben Richard Edlund, Mark Vargo und Chuck Gaspar mit der Science-Fiction-Fantasy-Komödie Ghostbusters – Die Geisterjäger für den Oscar nominiert. Der Film gewann 1985 den Saturn Award als bester Fantasyfilm. 1987 war Bruno, ebenso wie seine Kollegen Richard Edlund, Garry Waller und Bill Neil, erneut für einen Oscar nominiert mit dem Horrorfilm Poltergeist II – Die andere Seite. 1990 gehörte Bruno zur Scoring-Crew bei den Filmen Stirb langsam 2 und Misery. Im Jahr 2000 schrieb der Filmspezialist zusammen mit Robert Picardo für die Fernsehserie Star Trek: Raumschiff Voyager die Episode Life Line (Rettungsanker), nachdem er zuvor 1999/2000 zwei Folgen der Serie Star Trek: Raumschiff Voyager inszeniert hatte.
Für die Verfilmung des von Bob Kane geschaffenen Batman-Comics Batmans Rückkehr unter der Regie von Tim Burton war Bruno neben Michael L. Fink, Craig Barron und Dennis Skotak 1993 erneut für den Oscar nominiert. Der Film erhielt außerdem eine Nominierung für den BAFTA Award in der Kategorie Specials Effects. Eine weitere Oscarnominierung erfolgte für Bruno und seine Kollegen Pamela Easley, Neil Krepela und John Richardson 1994 für den Action- und Abenteuerfilm Cliffhanger – Nur die Starken überleben. 1995 wurde Bruno, zusammen mit Thomas L. Fisher, Jacques Stroweis und Patrick McClung, abermals für den Oscar nominiert für James Camerons Actionfilm True Lies – Wahre Lügen. Mit diesem Film gewann Bruno den Saturn Award und war außerdem für den BAFTA Award nominiert. Im Film selbst war Bruno in einer kleinen Rolle als Wächter zu sehen. 1996 war er als Regisseur an dem Kurzfilm T2 3-D: Battle Across Time beteiligt. 1999 gab Bruno mit Virus – Schiff ohne Wiederkehr sein Debüt als Filmregisseur.
Zusammen mit James Cameron und Chuck Comisky war Bruno für die Produktion des 2003 erschienenen Dokumentarfilms Die Geister der Titanic verantwortlich. Der Film erhielt eine BFCA-Nominierung als „Bester Film“. 2006 erhielt Bruno mit der Comic-Action-Verfilmung X-Men: Der letzte Widerstand den Satellite Award sowie 2007 eine Nominierung für den Saturn Award.
Als Brunos bisher letzte Arbeit listet IMDb den noch nicht angelaufenen unter der Regie von Brett Ratner entstandenen Film Hercules. Die Filmdatenbank weist 22 Filme auf Brunos Konto „Visuelle Effeke“ aus sowie diverse weitere Konten, die seine Tätigkeit in anderer Funktion belegen.

## Auszeichnungen
- 1990: Oscar für Abyss – Abgrund des Todes
- 2006: Satellite Award für X-Men: Der letzte Widerstand

Oscar-nominierte Filme (Visuelle Effekte):
- 1985: Ghostbusters – Die Geisterjäger
- 1987: Poltergeist II – Die andere Seite
- 1993: Batmans Rückkehr
- 1994: Cliffhanger – Nur die Starken überleben
- 1995: True Lies – Wahre Lügen